# Rike (biologi)
För andra betydelser, se Rike (olika betydelser).

Det hierarkiska systemet i biologin

Inom biologin används riken (latin: regnum, pl. regna, engelska: kingdom) som näst högsta, tidigare högsta, nivån för systematisk indelning av organismer. Riken indelas i antingen stammar (djur) eller divisioner (svampar och växter). Stammar och divisioner indelas i sin tur i klasser och vidare i bland annat ordningar, familjer och arter.
Tidigare hade man bara två riken för biologiska organismer: djurriket och växtriket. För att indelningen bättre ska spegla organismernas utveckling har man föreslagit tre, fyra, fem och slutligen till och med sex riken. Vid indelning i sex riken har rikena varit arkebakterier, eubakterier, protister, svampar, växter och djur.
Numera använder man en indelning i tre domäner: arkéer, eubakterier och eukaryoter. Eukaryoterna indelas i sin tur i rikena djur, växter, svampar och varierande indelningar av främst de tidigare protisterna.

## Definition och tillhörande terminologi
När Carl von Linné införde en rangordnad nomenklatur i biologin i första upplagan av Systema Naturae 1735 gav han den högsta nivån namnet ”rike”, vilket följdes av ”klass”, ”ordning” (vilket närmast motsvarade det vi idag benämner ”familj”), ”släkte” och ”art”. Senare infördes två ytterligare nivåer så att rangordningen blev rike, fylum (stam eller division), klass, ordning, familj, släkte och art. På 1960-talet infördes ytterligare en nivå ovanför rike, nämligen domän, så att rike inte längre är den högsta nivån.
| Svenska               | Latin   | Engelska        |
| --------------------- | ------- | --------------- |
| Domän                 | Regio   | Domain (empire) |
| Rike                  | Regnum  | Kingdom         |
| Fylum (stam/division) | Phylum  | Phylum          |
| Klass                 | Classis | Class           |
| Ordning               | Ordo    | Order           |
| Familj                | Familia | Family          |
| Släkte                | Genus   | Genus           |
| Art                   | Species | Species         |

Prefix kan läggas till så att underrike och infrarike är de två nivåerna omedelbart under rike. Även parvrike har använts för att beteckna ytterligare en lägre nivå. Överrike kan betraktas som en synonym till domän, eller som en mellanliggande nivå. I vissa system sätts också en nivå gren (latin: ramus) in mellan underrike och infrarike, till exempel Protostomia och Deuterostomia i Cavalier-Smiths system..

## Den moderna uppfattningen

### Livets tre domäner

Ett fylogenetiskt träd baserat på rRNAsom visar Woeses tredomänsystem. Alla mindre grenar kan betraktas som riken.

Ungefär från mitten av 1970-talet och framåt har det varit en ökande betoning på genetiska jämförelser på molekylnivå (i början ribosom-RNA gener) som den viktigaste faktorn vid klassificering – genetisk likhet fick företräde framför utseende och beteende. Taxonomiska nivåer, inklusive riken, skulle vara grupper av organismer med gemensamt ursprung, antingen monofyletiska (alla med en gemensam förfader) eller parafyletiska (bara vissa av de med en gemensam förfader). Grundat på sådana RNA-studier ansåg Carl Woese att allt liv kunde föras till en av tre stora grupper och refererade till dessa som modellen med tre primärriken (”three primary kingdoms”) eller urrikesmodellen (”urkingdom”). Namnet ”domän” för den högsta nivån föreslogs 1990. Woese delade prokaryoterna (tidigare klassificerade som riket Monera) i två grupper som han kallade Eubacteria och Archaebacteria eller Archea och betonade härigenom att det var lika stor skillnad mellan dessa två grupper som mellan dem och alla eukaryoter.
Enligt genetiska data, trots att eukaryotgrupper som djur, växter och svampar kan tyckas se väldigt olika ut, är de närmare släkt med varandra än med Eubacteria eller Archaea. Man fann också att eukaryoterna var närmare släkt med Archaea än med Eubacteria och även om det har ifrågasatts, så har det upprätthållits av senare forskning. Det råder ingen konsensus vad beträffar hur många riken som ingår i Woeses schema.

### Hur många riken finns det i Eukaryota?

En hypotes över eukaryoternas släktskap, omarbetad från Simpson och Roger (2004).

I en översiktsartikel av Alastair Simpson och Andrew Roger 2004 konstaterades det att Protista var en ”uppsamlingspåse” (”grab bag”) som innehöll alla eukaryoter som inte var djur, växter eller svampar. De var av meningen att bara monofyletiska grupper skulle accepteras formellt inom klassifikationen och att det nu, medan det hade varit opraktiskt tidigare (och varit nödvändigt med ”bokstavligen dussintals av eukaryotriken”), blivit möjligt att dela eukaryoterna i ”bara några få större grupper som alla sannolikt är monofyletiska”. På denna grund visade diagrammet till höger (omritat från deras artikel) eukaryoternas riktiga ”riken”. En klassificering som följde samma tillvägagångssätt upprättades 2005 åt International Society of Protistologists av en kommitté som ”samarbetade med specialister från många områden”. Denna klassificering delade eukaryoterna i sex ”supergrupper”. I den publicerade klassificeringen undveks medvetet användandet av formella taxonomiska nivåer, så även ”rike”.
| Domän Bacteria | \| \| Bacteria \| \| \| \| |
|                | \| \| Bacteria \| \| \| \| |
|                | Bacteria                   |
|                |                            |

|  | Bacteria |
|  |          |

| Domän Archaea | \| \| Archaea \| \| \| \| |
|               | \| \| Archaea \| \| \| \| |
|               | Archaea                   |
|               |                           |

|  | Archaea |
|  |         |

| Domän Eukarya | \| \| Excavata — Diverse flagellförsedda protozoer \| \| \| \| \| \| Amoebozoa — huvudsakligen lobartade amöbor och slemsvampar \| \| \| \| \| \| Opisthokonta — djur, svampar, choanoflagellater, etc. \| \| \| \| \| \| Rhizaria — Foraminiferer, Radiolarier, och olika andra amöboida protozoer \| \| \| \| \| \| Chromalveolata — Stramenopiles (eller Heterokonta), Haptophyta, Cryptophyta (eller kryptomonader) och Alveolata \| \| \| \| \| \| Archaeplastida (eller Primoplantae) — landväxter, grönalger, rödalger, och glaukofyter \| \| \| \| |
|               | \| \| Excavata — Diverse flagellförsedda protozoer \| \| \| \| \| \| Amoebozoa — huvudsakligen lobartade amöbor och slemsvampar \| \| \| \| \| \| Opisthokonta — djur, svampar, choanoflagellater, etc. \| \| \| \| \| \| Rhizaria — Foraminiferer, Radiolarier, och olika andra amöboida protozoer \| \| \| \| \| \| Chromalveolata — Stramenopiles (eller Heterokonta), Haptophyta, Cryptophyta (eller kryptomonader) och Alveolata \| \| \| \| \| \| Archaeplastida (eller Primoplantae) — landväxter, grönalger, rödalger, och glaukofyter \| \| \| \| |
|               | Excavata — Diverse flagellförsedda protozoer |
|               | |
|               | Amoebozoa — huvudsakligen lobartade amöbor och slemsvampar |
|               | |
|               | Opisthokonta — djur, svampar, choanoflagellater, etc. |
|               | |
|               | Rhizaria — Foraminiferer, Radiolarier, och olika andra amöboida protozoer |
|               | |
|               | Chromalveolata — Stramenopiles (eller Heterokonta), Haptophyta, Cryptophyta (eller kryptomonader) och Alveolata |
|               | |
|               | Archaeplastida (eller Primoplantae) — landväxter, grönalger, rödalger, och glaukofyter |
|               | |

|  | Excavata — Diverse flagellförsedda protozoer                                                                    |
|  | |
|  | Amoebozoa — huvudsakligen lobartade amöbor och slemsvampar                                                      |
|  | |
|  | Opisthokonta — djur, svampar, choanoflagellater, etc.                                                           |
|  | |
|  | Rhizaria — Foraminiferer, Radiolarier, och olika andra amöboida protozoer                                       |
|  | |
|  | Chromalveolata — Stramenopiles (eller Heterokonta), Haptophyta, Cryptophyta (eller kryptomonader) och Alveolata |
|  | |
|  | Archaeplastida (eller Primoplantae) — landväxter, grönalger, rödalger, och glaukofyter                          |
|  | |

| Domän Bacteria | \| \| Bacteria \| \| \| \| |
|                | \| \| Bacteria \| \| \| \| |
|                | Bacteria                   |
|                |                            |

|  | Bacteria |
|  |          |

| Domän Archaea | \| \| Archaea \| \| \| \| |
|               | \| \| Archaea \| \| \| \| |
|               | Archaea                   |
|               |                           |

|  | Archaea |
|  |         |

| Domän Eukarya | \| \| Excavata — Diverse flagellförsedda protozoer \| \| \| \| \| \| Amoebozoa — huvudsakligen lobartade amöbor och slemsvampar \| \| \| \| \| \| Opisthokonta — djur, svampar, choanoflagellater, etc. \| \| \| \| \| \| Rhizaria — Foraminiferer, Radiolarier, och olika andra amöboida protozoer \| \| \| \| \| \| Chromalveolata — Stramenopiles (eller Heterokonta), Haptophyta, Cryptophyta (eller kryptomonader) och Alveolata \| \| \| \| \| \| Archaeplastida (eller Primoplantae) — landväxter, grönalger, rödalger, och glaukofyter \| \| \| \| |
|               | \| \| Excavata — Diverse flagellförsedda protozoer \| \| \| \| \| \| Amoebozoa — huvudsakligen lobartade amöbor och slemsvampar \| \| \| \| \| \| Opisthokonta — djur, svampar, choanoflagellater, etc. \| \| \| \| \| \| Rhizaria — Foraminiferer, Radiolarier, och olika andra amöboida protozoer \| \| \| \| \| \| Chromalveolata — Stramenopiles (eller Heterokonta), Haptophyta, Cryptophyta (eller kryptomonader) och Alveolata \| \| \| \| \| \| Archaeplastida (eller Primoplantae) — landväxter, grönalger, rödalger, och glaukofyter \| \| \| \| |
|               | Excavata — Diverse flagellförsedda protozoer |
|               | |
|               | Amoebozoa — huvudsakligen lobartade amöbor och slemsvampar |
|               | |
|               | Opisthokonta — djur, svampar, choanoflagellater, etc. |
|               | |
|               | Rhizaria — Foraminiferer, Radiolarier, och olika andra amöboida protozoer |
|               | |
|               | Chromalveolata — Stramenopiles (eller Heterokonta), Haptophyta, Cryptophyta (eller kryptomonader) och Alveolata |
|               | |
|               | Archaeplastida (eller Primoplantae) — landväxter, grönalger, rödalger, och glaukofyter |
|               | |

|  | Excavata — Diverse flagellförsedda protozoer                                                                    |
|  | |
|  | Amoebozoa — huvudsakligen lobartade amöbor och slemsvampar                                                      |
|  | |
|  | Opisthokonta — djur, svampar, choanoflagellater, etc.                                                           |
|  | |
|  | Rhizaria — Foraminiferer, Radiolarier, och olika andra amöboida protozoer                                       |
|  | |
|  | Chromalveolata — Stramenopiles (eller Heterokonta), Haptophyta, Cryptophyta (eller kryptomonader) och Alveolata |
|  | |
|  | Archaeplastida (eller Primoplantae) — landväxter, grönalger, rödalger, och glaukofyter                          |
|  | |

| Domän Bacteria | \| \| Bacteria \| \| \| \| |
|                | \| \| Bacteria \| \| \| \| |
|                | Bacteria                   |
|                |                            |

|  | Bacteria |
|  |          |

| Domän Archaea | \| \| Archaea \| \| \| \| |
|               | \| \| Archaea \| \| \| \| |
|               | Archaea                   |
|               |                           |

|  | Archaea |
|  |         |

| Domän Eukarya | \| \| Excavata — Diverse flagellförsedda protozoer \| \| \| \| \| \| Amoebozoa — huvudsakligen lobartade amöbor och slemsvampar \| \| \| \| \| \| Opisthokonta — djur, svampar, choanoflagellater, etc. \| \| \| \| \| \| Rhizaria — Foraminiferer, Radiolarier, och olika andra amöboida protozoer \| \| \| \| \| \| Chromalveolata — Stramenopiles (eller Heterokonta), Haptophyta, Cryptophyta (eller kryptomonader) och Alveolata \| \| \| \| \| \| Archaeplastida (eller Primoplantae) — landväxter, grönalger, rödalger, och glaukofyter \| \| \| \| |
|               | \| \| Excavata — Diverse flagellförsedda protozoer \| \| \| \| \| \| Amoebozoa — huvudsakligen lobartade amöbor och slemsvampar \| \| \| \| \| \| Opisthokonta — djur, svampar, choanoflagellater, etc. \| \| \| \| \| \| Rhizaria — Foraminiferer, Radiolarier, och olika andra amöboida protozoer \| \| \| \| \| \| Chromalveolata — Stramenopiles (eller Heterokonta), Haptophyta, Cryptophyta (eller kryptomonader) och Alveolata \| \| \| \| \| \| Archaeplastida (eller Primoplantae) — landväxter, grönalger, rödalger, och glaukofyter \| \| \| \| |
|               | Excavata — Diverse flagellförsedda protozoer |
|               | |
|               | Amoebozoa — huvudsakligen lobartade amöbor och slemsvampar |
|               | |
|               | Opisthokonta — djur, svampar, choanoflagellater, etc. |
|               | |
|               | Rhizaria — Foraminiferer, Radiolarier, och olika andra amöboida protozoer |
|               | |
|               | Chromalveolata — Stramenopiles (eller Heterokonta), Haptophyta, Cryptophyta (eller kryptomonader) och Alveolata |
|               | |
|               | Archaeplastida (eller Primoplantae) — landväxter, grönalger, rödalger, och glaukofyter |
|               | |

|  | Excavata — Diverse flagellförsedda protozoer                                                                    |
|  | |
|  | Amoebozoa — huvudsakligen lobartade amöbor och slemsvampar                                                      |
|  | |
|  | Opisthokonta — djur, svampar, choanoflagellater, etc.                                                           |
|  | |
|  | Rhizaria — Foraminiferer, Radiolarier, och olika andra amöboida protozoer                                       |
|  | |
|  | Chromalveolata — Stramenopiles (eller Heterokonta), Haptophyta, Cryptophyta (eller kryptomonader) och Alveolata |
|  | |
|  | Archaeplastida (eller Primoplantae) — landväxter, grönalger, rödalger, och glaukofyter                          |
|  | |

| Domän Bacteria | \| \| Bacteria \| \| \| \| |
|                | \| \| Bacteria \| \| \| \| |
|                | Bacteria                   |
|                |                            |

|  | Bacteria |
|  |          |

| Domän Archaea | \| \| Archaea \| \| \| \| |
|               | \| \| Archaea \| \| \| \| |
|               | Archaea                   |
|               |                           |

|  | Archaea |
|  |         |

| Domän Eukarya | \| \| Excavata — Diverse flagellförsedda protozoer \| \| \| \| \| \| Amoebozoa — huvudsakligen lobartade amöbor och slemsvampar \| \| \| \| \| \| Opisthokonta — djur, svampar, choanoflagellater, etc. \| \| \| \| \| \| Rhizaria — Foraminiferer, Radiolarier, och olika andra amöboida protozoer \| \| \| \| \| \| Chromalveolata — Stramenopiles (eller Heterokonta), Haptophyta, Cryptophyta (eller kryptomonader) och Alveolata \| \| \| \| \| \| Archaeplastida (eller Primoplantae) — landväxter, grönalger, rödalger, och glaukofyter \| \| \| \| |
|               | \| \| Excavata — Diverse flagellförsedda protozoer \| \| \| \| \| \| Amoebozoa — huvudsakligen lobartade amöbor och slemsvampar \| \| \| \| \| \| Opisthokonta — djur, svampar, choanoflagellater, etc. \| \| \| \| \| \| Rhizaria — Foraminiferer, Radiolarier, och olika andra amöboida protozoer \| \| \| \| \| \| Chromalveolata — Stramenopiles (eller Heterokonta), Haptophyta, Cryptophyta (eller kryptomonader) och Alveolata \| \| \| \| \| \| Archaeplastida (eller Primoplantae) — landväxter, grönalger, rödalger, och glaukofyter \| \| \| \| |
|               | Excavata — Diverse flagellförsedda protozoer |
|               | |
|               | Amoebozoa — huvudsakligen lobartade amöbor och slemsvampar |
|               | |
|               | Opisthokonta — djur, svampar, choanoflagellater, etc. |
|               | |
|               | Rhizaria — Foraminiferer, Radiolarier, och olika andra amöboida protozoer |
|               | |
|               | Chromalveolata — Stramenopiles (eller Heterokonta), Haptophyta, Cryptophyta (eller kryptomonader) och Alveolata |
|               | |
|               | Archaeplastida (eller Primoplantae) — landväxter, grönalger, rödalger, och glaukofyter |
|               | |

|  | Excavata — Diverse flagellförsedda protozoer                                                                    |
|  | |
|  | Amoebozoa — huvudsakligen lobartade amöbor och slemsvampar                                                      |
|  | |
|  | Opisthokonta — djur, svampar, choanoflagellater, etc.                                                           |
|  | |
|  | Rhizaria — Foraminiferer, Radiolarier, och olika andra amöboida protozoer                                       |
|  | |
|  | Chromalveolata — Stramenopiles (eller Heterokonta), Haptophyta, Cryptophyta (eller kryptomonader) och Alveolata |
|  | |
|  | Archaeplastida (eller Primoplantae) — landväxter, grönalger, rödalger, och glaukofyter                          |
|  | |

I det här systemet har de flercelliga djuren Metazoa samma ursprung som de encelliga choanoflagellaterna och svamparna som bildar Opisthokonta. Växterna anses vara mera avlägset besläktade med djur och svampar.
Men, samma år som protologistsällskapets klassifikation publicerades (2005), uttrycktes tvivel på huruvida några av supergrupperna var monofyletiska, speciellt gällde detta Chromoalveolata, och en genomgång 2006 påpekade bristen på bevis för flera av de sex grupperna..
Senare har Rhizaria betraktats som hörande samman med Stramenopila och Alveolata i en klad kallad SAR-supergruppen, så att Rhizaria inte längre anses vara en av eukaryoternas huvudgrupper. Bortsett från detta förefaller det inte finnas konsensus. I.B. Rogozin et al. noterade 2009 att ”eukaryoternas inre fylogeni är ett extremt svårt och kontroversiellt problem”. Vid slutet av 2010 föreföll det som om det rådde konsensus att modellen från 2005 med sex supergrupper inte återgav eukaryoternas sanna släktskap eller hur de skulle indelas; det finns dock ingen enighet om vad som skall ersätta systemet./y68H57./

## Historisk utveckling
Klassificerandet av de levande organismerna är gammal. Aristoteles (384–322 f.Kr.) klassificerade djurarter i sin Peri zoon historias (Περί ζώων ιστορίας), medan hans elev Theofrastos (c.371–c.287 f.Kr.) skrev ett parallellt arbete Peri fyton historia (Περί φυτών ιστορία) om växterna.
Carl von Linné (1707–1778) lade 1735 grunden till den moderna biologiska nomenklaturen, som nu regleras av de internationella nomenklaturreglerna. Han särskilde två riken av levande organismer: Regnum Animale (djurriket) och Regnum Vegetabile (växtriket). Linné inkluderade också bergarter och mineral i sitt klassifikationssystem och placerade dem i ett eget rike Regnum Lapideum.
| liv | \| \| Regnum Vegetabile \| \| \| \| \| \| Regnum Animale \| \| \| \| |
|     | \| \| Regnum Vegetabile \| \| \| \| \| \| Regnum Animale \| \| \| \| |
|     | Regnum Vegetabile                                                    |
|     |                                                                      |
|     | Regnum Animale                                                       |
|     |                                                                      |

|  | Regnum Vegetabile |
|  |                   |
|  | Regnum Animale    |
|  |                   |

Antonie van Leeuwenhoek, ofta kallad ”mikroskopins fader”, sände 1674 en kopia av sina första observationer av encelliga organismer till Royal Society i London. Till dess hade existensen av sådana organismer varit helt okänd. Trots detta medtog inte Linné några mikroorganismer i sitt ursprungliga system.

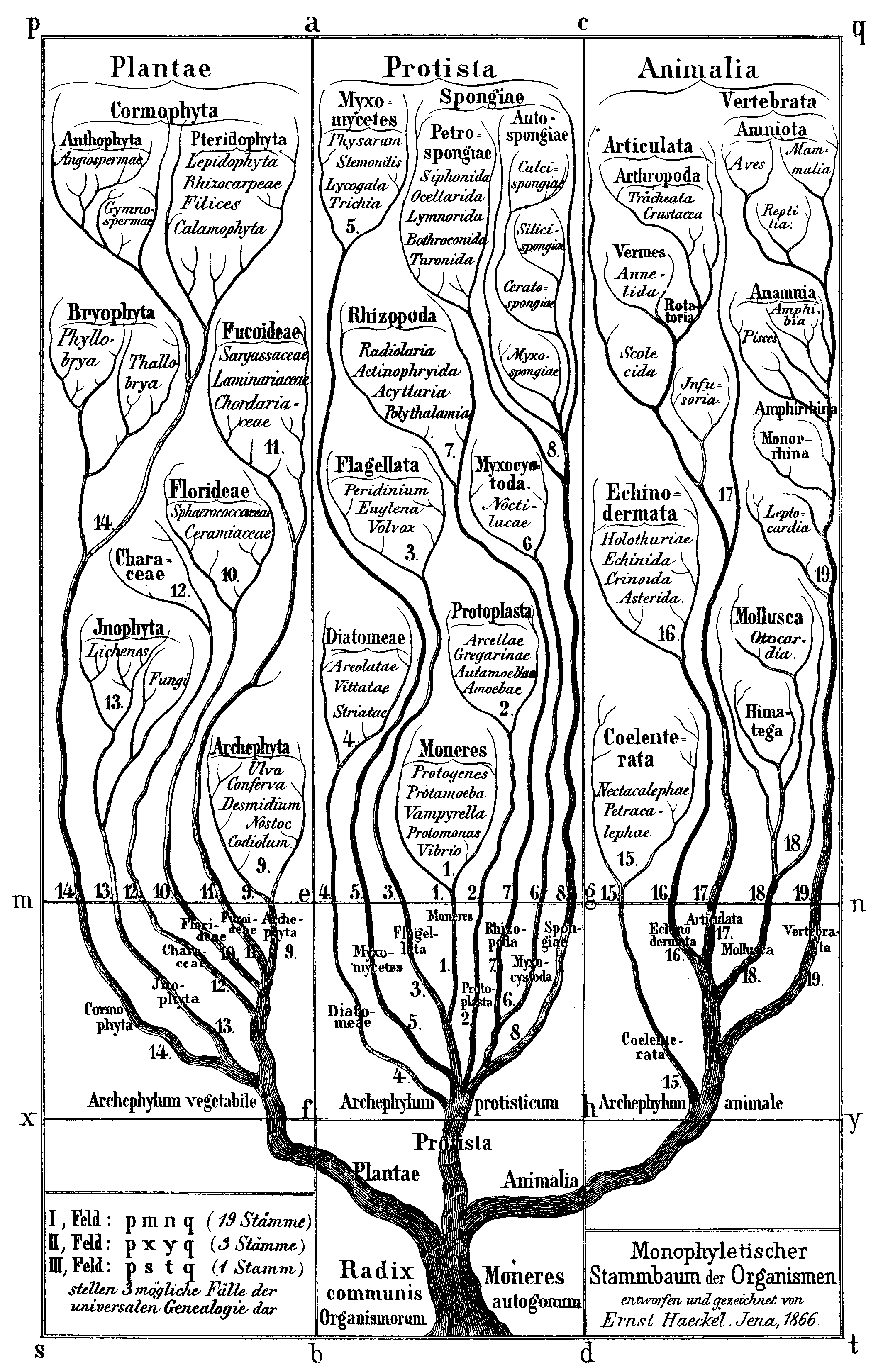
Haeckels originaluppfattning (1866) om livets tre riken med det nya riket Protista. Observera att cyanobakterierna Nostoc räknades som växter.

Till en början klassificerades mikroorganismer som växter eller djur, men mot mitten av 1800-talet hade det blivit klart för många att den föreliggande tvådelningen i ett växtrike och ett djurrike snabbt hade blivit suddigt i kanterna och omodernt. Ernst Haeckel föreslog 1866 ett tredje organismrike, Protista, för ”neutrala organismer” som var varken djur eller växter. Han reviderade det nya rikets definition ett antal gånger innan han valde en indelning grundad på om organismerna var encelliga (Protista) eller flercelliga (växter och djur).
| liv | \| \| Riket Plantae \| \| \| \| \| \| Riket Protista \| \| \| \| \| \| Riket Animalia \| \| \| \| |
|     | \| \| Riket Plantae \| \| \| \| \| \| Riket Protista \| \| \| \| \| \| Riket Animalia \| \| \| \| |
|     | Riket Plantae                                                                                     |
|     |                                                                                                   |
|     | Riket Protista                                                                                    |
|     |                                                                                                   |
|     | Riket Animalia                                                                                    |
|     |                                                                                                   |

|  | Riket Plantae  |
|  |                |
|  | Riket Protista |
|  |                |
|  | Riket Animalia |
|  |                |

Utvecklandet av elektronmikroskopet avslöjade viktiga skillnader mellan de organismer som inte har en tydlig cellkärna (prokaryoter) och de encelliga och flercelliga organismer vars celler har en tydlig cellkärna (eukaryoter). Herbert F. Copeland föreslog 1938 en uppdelning på fyra riken genom att upphöja protistklasserna bakterier (Monera) och blågröna alger (Phycochromacea) till fyla i det nya riket Monera.
Betydelsen av skillnaden mellan prokaryoter och eukaryoter blev gradvis uppenbar. På 1960-talet populariserade Roger Stanier och Cornelius van Niel ett mycket tidigare förslag från Édouard Chatton att erkänna denna delning genom en formell klassifikation. Detta krävde för första gången en nivå över rike, ett överrike eller imperium (”empire”), senare kallat domän.
|  | Rike Monera |
|  |             |

|  | Rike Protista |
|  |               |
|  | Rike Plantae  |
|  |               |
|  | Rike Animalia |
|  |               |

|  | Rike Monera |
|  |             |

|  | Rike Protista |
|  |               |
|  | Rike Plantae  |
|  |               |
|  | Rike Animalia |
|  |               |

Skillnaden mellan svampar och andra organismer som betraktades som växter hade länge erkänts av vissa: Haeckel hade flyttat ut svamparna ur Plantae och fört över dem till Protista efter sin första klassificering, men ignorerades i stort av sina samtida. Robert Whittaker erkände ett ytterligare rike för svamparna och det av honom 1969 föresklagna femrikessystemet har blivit en populär standard och med en viss förfining används det fortfarande i många verk, liksom det bildar grund för nya flerrikessystem. Det baserar sig huvudsakligen på skillnader i ämnesomsättning: hans Plantae var huvudsakligen flercelliga autotrofer, hans djur flercelliga heterotrofer och hans svampar flercelliga saprotrofer. De två kvarvarande rikena, Protista och Monera, inbegrep encelliga organismer och enkla cellkolonier. Femrikessystemet kan kombineras med tvådomänssystemet:
|  | Rike Monera |
|  |             |

|  | Rike Fungi    |
|  |               |
|  | Rike Protista |
|  |               |
|  | Rike Plantae  |
|  |               |
|  | Rike Animalia |
|  |               |

|  | Rike Monera |
|  |             |

|  | Rike Fungi    |
|  |               |
|  | Rike Protista |
|  |               |
|  | Rike Plantae  |
|  |               |
|  | Rike Animalia |
|  |               |

I Whittakers system inkluderades en del alger i Plantae. I andra system (till exempel Margulis system) innefattade Plantae bara landväxter (Embryophyta).
Trots utvecklingen från två riken till fem hos de flesta forskare, fortsatte många författare att så sent som 1975 att upprätthålla en traditionell tvårikesindelning i växter och djur och delade växtriket i underrikena Prokaryota (bakterier och blågröna alger), Mycota (svampar och förmodade släktingar) och Chlorota (alger och landväxter).

### Carl Woeses tre domäner och sex riken
Detta är från Carl Woeses upptäckter:
| Domän Bacteria | \| \| Rike Eubacteria \| \| \| \| |
|                | \| \| Rike Eubacteria \| \| \| \| |
|                | Rike Eubacteria                   |
|                |                                   |

|  | Rike Eubacteria |
|  |                 |

| Domän Archaea | \| \| Rike Archaeabacteria \| \| \| \| |
|               | \| \| Rike Archaeabacteria \| \| \| \| |
|               | Rike Archaeabacteria                   |
|               |                                        |

|  | Rike Archaeabacteria |
|  |                      |

| Domän Eukarya | \| \| Rike Protoctista \| \| \| \| \| \| Rike Fungi \| \| \| \| \| \| Rike Plantae \| \| \| \| \| \| Rike Animalia \| \| \| \| |
|               | \| \| Rike Protoctista \| \| \| \| \| \| Rike Fungi \| \| \| \| \| \| Rike Plantae \| \| \| \| \| \| Rike Animalia \| \| \| \| |
|               | Rike Protoctista |
|               | |
|               | Rike Fungi |
|               | |
|               | Rike Plantae |
|               | |
|               | Rike Animalia |
|               | |

|  | Rike Protoctista |
|  |                  |
|  | Rike Fungi       |
|  |                  |
|  | Rike Plantae     |
|  |                  |
|  | Rike Animalia    |
|  |                  |

| Domän Bacteria | \| \| Rike Eubacteria \| \| \| \| |
|                | \| \| Rike Eubacteria \| \| \| \| |
|                | Rike Eubacteria                   |
|                |                                   |

|  | Rike Eubacteria |
|  |                 |

| Domän Archaea | \| \| Rike Archaeabacteria \| \| \| \| |
|               | \| \| Rike Archaeabacteria \| \| \| \| |
|               | Rike Archaeabacteria                   |
|               |                                        |

|  | Rike Archaeabacteria |
|  |                      |

| Domän Eukarya | \| \| Rike Protoctista \| \| \| \| \| \| Rike Fungi \| \| \| \| \| \| Rike Plantae \| \| \| \| \| \| Rike Animalia \| \| \| \| |
|               | \| \| Rike Protoctista \| \| \| \| \| \| Rike Fungi \| \| \| \| \| \| Rike Plantae \| \| \| \| \| \| Rike Animalia \| \| \| \| |
|               | Rike Protoctista |
|               | |
|               | Rike Fungi |
|               | |
|               | Rike Plantae |
|               | |
|               | Rike Animalia |
|               | |

|  | Rike Protoctista |
|  |                  |
|  | Rike Fungi       |
|  |                  |
|  | Rike Plantae     |
|  |                  |
|  | Rike Animalia    |
|  |                  |

## Cavalier-Smiths system

### Åtta riken
Thomas Cavalier-Smith ansåg först, eftersom det nästan rådde konsensus på den tiden, att skillnaden mellan Eubacteria och Archaebacteria var så stor (speciellt i beaktande av det genetiska avståndet för ribosomgener) att de behövde separeras i två skilda riken, och sålunda dela domänen Bacteria i två riken. Eubacteria delades i två underriken: Negibacteria (gramnegativa bakterier) och Posibacteria (grampositiva bakterier).
Tekniska framsteg inom elektronmikroskopin möjliggjorde separationen av Chromista från riket Plantae. Faktum är att chromisternas kloroplaster är belägen i det endoplasmatiska nätverkets lumen i stället för i cytosolen. Vidare innehåller bara chromister klorofyll c. Efter detta har många ickefotosyntetiserande protiststammar som ansetts att ha förlorat sina kloroplaster sekundärt blivit överförda till Chromista.
Vidare upptäcktes några protister som saknar mitokondrier. Eftersom mitokondrier var kända som resultatet av endosymbios av en protobakterie, antog man att dessa amitokondriata eukaryoter var sådana av primitiva skäl och utgjorde ett viktigt steg i eukaryogenesen. Som resultat av detta separerades dessa amitokondriata protister från Protista i överriket (och riket) Archezoa. Detta blev känt som Archezoa-hypotesen. Detta överrike stod i motsättning mot överriket Metakaryota som samlade de fem övriga eukaryota rikena (Animalia, Protozoa, Fungi, Plantae och Chromista).

### Sex riken
Cavalier-Smith publicerade 1998 en sexrikesmodell som har reviderats i därpå följande arbeten. Den version som publicerades 2009 visas nedan. (Jämfört med den version som han publicerade 2004, har Alveolata och Rhizaria flyttats från riket Protozoa till riket Chromista.) Cavalier-Smith accepterar inte längre betydelsen hos den fundamentala Eubacteria/Archaebacteria-splittringen som framlagts av Woese och andra och som stöds av sentida forskning. Hans rike Bacteria inkluderar Archaebacteria som ett fylum i underriket Unibacteria som endast innehåller ett fylum till: Posibacteria. De två underrikena Unibacteria och Negibacteria i riket Bacteria (och det enda riket i domänen Prokaryota) åtskils genom sina membrantopolgier. Övergången mellan ett och två membran tros vara mer fundamental än det långa genetiska avståndet till Archaebacteria, som inte anses ha någon speciell biologisk signifikans. Cavalier-Smith accepterar inte kravet på att taxa skall vara monofyletiska (”holofyletiska” enligt hans terminologi) för att vara giltiga. Han definierar Prokaryota, Bacteria, Negibacteria, Unibacteria och Posibacteria som giltigt parafyletiska (och därför ”monofyletiska” enligt hans bruk av ordet) taxa, som markerar viktiga framsteg av biologisk signifikans (betraktat från det biologiska nischbegreppet).
På samma sätt inkluderar hans parafyletiska rike Protozoa föregångarna till Animalia, Fungi, Plantae och Chromista. Framgångarna inom fylogenin tillät Cavalier-Smith att inse att alla fyla som troddes vara archezoer (det vill säga primitivt amitokondriata eukaryoter) faktiskt hade förlorat sina mitokondrier sekundärt och för det mesta omvandlat dem till andra organeller: hydrogenosomer. Detta betyder att alla nu levande eukaryoter de facto är metakaryoter, i den betydelse som givits av Cavalier-Smith. Några av det övergivna riket Archezoas medlemmar, som fylat Microsporida omklassificerades som svampar. Andra omklasificerades till Protozoa som Metamonada vilket nu tillhör underriket Excavata.
Diagrammet nedan föreställer inget evolutionärt träd:
| Domän Prokaryota | \| \| Rike Bacteria — innefattar Archaebacteria som del av ett underrike \| \| \| \| |
|                  | \| \| Rike Bacteria — innefattar Archaebacteria som del av ett underrike \| \| \| \| |
|                  | Rike Bacteria — innefattar Archaebacteria som del av ett underrike                   |
|                  |                                                                                      |

|  | Rike Bacteria — innefattar Archaebacteria som del av ett underrike |
|  |                                                                    |

| Domän Eukaryota | \| \| Rike Protozoa — t.ex. Amoebozoa, Choanozoa, Excavata \| \| \| \| \| \| Rike Chromista — t.ex. Alveolata, Cryptophyta, Heterokonta (stramenopiler), Haptophyta, Rhizaria \| \| \| \| \| \| Rike Plantae — t.ex. Glaucophyta, rödalger och grönalger, landväxter \| \| \| \| \| \| Rike Fungi \| \| \| \| \| \| Rike Animalia \| \| \| \| |
|                 | \| \| Rike Protozoa — t.ex. Amoebozoa, Choanozoa, Excavata \| \| \| \| \| \| Rike Chromista — t.ex. Alveolata, Cryptophyta, Heterokonta (stramenopiler), Haptophyta, Rhizaria \| \| \| \| \| \| Rike Plantae — t.ex. Glaucophyta, rödalger och grönalger, landväxter \| \| \| \| \| \| Rike Fungi \| \| \| \| \| \| Rike Animalia \| \| \| \| |
|                 | Rike Protozoa — t.ex. Amoebozoa, Choanozoa, Excavata |
|                 | |
|                 | Rike Chromista — t.ex. Alveolata, Cryptophyta, Heterokonta (stramenopiler), Haptophyta, Rhizaria |
|                 | |
|                 | Rike Plantae — t.ex. Glaucophyta, rödalger och grönalger, landväxter |
|                 | |
|                 | Rike Fungi |
|                 | |
|                 | Rike Animalia |
|                 | |

|  | Rike Protozoa — t.ex. Amoebozoa, Choanozoa, Excavata                                             |
|  |                                                                                                  |
|  | Rike Chromista — t.ex. Alveolata, Cryptophyta, Heterokonta (stramenopiler), Haptophyta, Rhizaria |
|  |                                                                                                  |
|  | Rike Plantae — t.ex. Glaucophyta, rödalger och grönalger, landväxter                             |
|  |                                                                                                  |
|  | Rike Fungi                                                                                       |
|  |                                                                                                  |
|  | Rike Animalia                                                                                    |
|  |                                                                                                  |

| Domän Prokaryota | \| \| Rike Bacteria — innefattar Archaebacteria som del av ett underrike \| \| \| \| |
|                  | \| \| Rike Bacteria — innefattar Archaebacteria som del av ett underrike \| \| \| \| |
|                  | Rike Bacteria — innefattar Archaebacteria som del av ett underrike                   |
|                  |                                                                                      |

|  | Rike Bacteria — innefattar Archaebacteria som del av ett underrike |
|  |                                                                    |

| Domän Eukaryota | \| \| Rike Protozoa — t.ex. Amoebozoa, Choanozoa, Excavata \| \| \| \| \| \| Rike Chromista — t.ex. Alveolata, Cryptophyta, Heterokonta (stramenopiler), Haptophyta, Rhizaria \| \| \| \| \| \| Rike Plantae — t.ex. Glaucophyta, rödalger och grönalger, landväxter \| \| \| \| \| \| Rike Fungi \| \| \| \| \| \| Rike Animalia \| \| \| \| |
|                 | \| \| Rike Protozoa — t.ex. Amoebozoa, Choanozoa, Excavata \| \| \| \| \| \| Rike Chromista — t.ex. Alveolata, Cryptophyta, Heterokonta (stramenopiler), Haptophyta, Rhizaria \| \| \| \| \| \| Rike Plantae — t.ex. Glaucophyta, rödalger och grönalger, landväxter \| \| \| \| \| \| Rike Fungi \| \| \| \| \| \| Rike Animalia \| \| \| \| |
|                 | Rike Protozoa — t.ex. Amoebozoa, Choanozoa, Excavata |
|                 | |
|                 | Rike Chromista — t.ex. Alveolata, Cryptophyta, Heterokonta (stramenopiler), Haptophyta, Rhizaria |
|                 | |
|                 | Rike Plantae — t.ex. Glaucophyta, rödalger och grönalger, landväxter |
|                 | |
|                 | Rike Fungi |
|                 | |
|                 | Rike Animalia |
|                 | |

|  | Rike Protozoa — t.ex. Amoebozoa, Choanozoa, Excavata                                             |
|  |                                                                                                  |
|  | Rike Chromista — t.ex. Alveolata, Cryptophyta, Heterokonta (stramenopiler), Haptophyta, Rhizaria |
|  |                                                                                                  |
|  | Rike Plantae — t.ex. Glaucophyta, rödalger och grönalger, landväxter                             |
|  |                                                                                                  |
|  | Rike Fungi                                                                                       |
|  |                                                                                                  |
|  | Rike Animalia                                                                                    |
|  |                                                                                                  |

| Domän Prokaryota | \| \| Rike Bacteria — innefattar Archaebacteria som del av ett underrike \| \| \| \| |
|                  | \| \| Rike Bacteria — innefattar Archaebacteria som del av ett underrike \| \| \| \| |
|                  | Rike Bacteria — innefattar Archaebacteria som del av ett underrike                   |
|                  |                                                                                      |

|  | Rike Bacteria — innefattar Archaebacteria som del av ett underrike |
|  |                                                                    |

| Domän Eukaryota | \| \| Rike Protozoa — t.ex. Amoebozoa, Choanozoa, Excavata \| \| \| \| \| \| Rike Chromista — t.ex. Alveolata, Cryptophyta, Heterokonta (stramenopiler), Haptophyta, Rhizaria \| \| \| \| \| \| Rike Plantae — t.ex. Glaucophyta, rödalger och grönalger, landväxter \| \| \| \| \| \| Rike Fungi \| \| \| \| \| \| Rike Animalia \| \| \| \| |
|                 | \| \| Rike Protozoa — t.ex. Amoebozoa, Choanozoa, Excavata \| \| \| \| \| \| Rike Chromista — t.ex. Alveolata, Cryptophyta, Heterokonta (stramenopiler), Haptophyta, Rhizaria \| \| \| \| \| \| Rike Plantae — t.ex. Glaucophyta, rödalger och grönalger, landväxter \| \| \| \| \| \| Rike Fungi \| \| \| \| \| \| Rike Animalia \| \| \| \| |
|                 | Rike Protozoa — t.ex. Amoebozoa, Choanozoa, Excavata |
|                 | |
|                 | Rike Chromista — t.ex. Alveolata, Cryptophyta, Heterokonta (stramenopiler), Haptophyta, Rhizaria |
|                 | |
|                 | Rike Plantae — t.ex. Glaucophyta, rödalger och grönalger, landväxter |
|                 | |
|                 | Rike Fungi |
|                 | |
|                 | Rike Animalia |
|                 | |

|  | Rike Protozoa — t.ex. Amoebozoa, Choanozoa, Excavata                                             |
|  |                                                                                                  |
|  | Rike Chromista — t.ex. Alveolata, Cryptophyta, Heterokonta (stramenopiler), Haptophyta, Rhizaria |
|  |                                                                                                  |
|  | Rike Plantae — t.ex. Glaucophyta, rödalger och grönalger, landväxter                             |
|  |                                                                                                  |
|  | Rike Fungi                                                                                       |
|  |                                                                                                  |
|  | Rike Animalia                                                                                    |
|  |                                                                                                  |

| Domän Prokaryota | \| \| Rike Bacteria — innefattar Archaebacteria som del av ett underrike \| \| \| \| |
|                  | \| \| Rike Bacteria — innefattar Archaebacteria som del av ett underrike \| \| \| \| |
|                  | Rike Bacteria — innefattar Archaebacteria som del av ett underrike                   |
|                  |                                                                                      |

|  | Rike Bacteria — innefattar Archaebacteria som del av ett underrike |
|  |                                                                    |

| Domän Eukaryota | \| \| Rike Protozoa — t.ex. Amoebozoa, Choanozoa, Excavata \| \| \| \| \| \| Rike Chromista — t.ex. Alveolata, Cryptophyta, Heterokonta (stramenopiler), Haptophyta, Rhizaria \| \| \| \| \| \| Rike Plantae — t.ex. Glaucophyta, rödalger och grönalger, landväxter \| \| \| \| \| \| Rike Fungi \| \| \| \| \| \| Rike Animalia \| \| \| \| |
|                 | \| \| Rike Protozoa — t.ex. Amoebozoa, Choanozoa, Excavata \| \| \| \| \| \| Rike Chromista — t.ex. Alveolata, Cryptophyta, Heterokonta (stramenopiler), Haptophyta, Rhizaria \| \| \| \| \| \| Rike Plantae — t.ex. Glaucophyta, rödalger och grönalger, landväxter \| \| \| \| \| \| Rike Fungi \| \| \| \| \| \| Rike Animalia \| \| \| \| |
|                 | Rike Protozoa — t.ex. Amoebozoa, Choanozoa, Excavata |
|                 | |
|                 | Rike Chromista — t.ex. Alveolata, Cryptophyta, Heterokonta (stramenopiler), Haptophyta, Rhizaria |
|                 | |
|                 | Rike Plantae — t.ex. Glaucophyta, rödalger och grönalger, landväxter |
|                 | |
|                 | Rike Fungi |
|                 | |
|                 | Rike Animalia |
|                 | |

|  | Rike Protozoa — t.ex. Amoebozoa, Choanozoa, Excavata                                             |
|  |                                                                                                  |
|  | Rike Chromista — t.ex. Alveolata, Cryptophyta, Heterokonta (stramenopiler), Haptophyta, Rhizaria |
|  |                                                                                                  |
|  | Rike Plantae — t.ex. Glaucophyta, rödalger och grönalger, landväxter                             |
|  |                                                                                                  |
|  | Rike Fungi                                                                                       |
|  |                                                                                                  |
|  | Rike Animalia                                                                                    |
|  |                                                                                                  |

## Virus
En pågående debatt rör huruvida virus, obligat intracellulära parasiter som inte är kapabla att föröka sig utanför en värd kan innefattas i organismvärlden. Ett principiellt skäl för att räkna in dem kommer från upptäckten av ovanligt stora och komplexa virus, såsom Mimivirus, som har typiska cellulära gener.

## Sammanfattning
En sammanställning över de olika föreslagna klassifikationsschemana som beskrivits ovan summeras i följande tabell:
| Linné 1735      | Haeckel 1866 | Chatton 1925 | Copeland 1938 | Whittaker 1969 | Woese et al. 1977 | Woese et al. 1990 | Cavalier-Smith 1993 | Cavalier-Smith 1998 | Cavalier-Smith 2015 |
| --------------- | ------------ | ------------ | ------------- | -------------- | ----------------- | ----------------- | ------------------- | ------------------- | ------------------- |
| 2 riken         | 3 riken      | 2 domäner    | 4 riken       | 5 riken        | 6 riken           | 3 domäner         | 8 riken             | 6 riken             | 7 riken             |
| (ej behandlade) | Protista     | Prokaryota   | Monera        | Monera         | Eubacteria        | Bacteria          | Eubacteria          | Bacteria            | Bacteria            |
| (ej behandlade) | Protista     | Prokaryota   | Monera        | Monera         | Archaebacteria    | Archaea           | Archaebacteria      | Bacteria            | Archaea             |
| (ej behandlade) | Protista     | Eukaryota    | Protista      | Protista       | Protista          | Eucarya           | Archezoa            | Protozoa            | Protozoa            |
| (ej behandlade) | Protista     | Eukaryota    | Protista      | Protista       | Protista          | Eucarya           | Protozoa            | Protozoa            | Protozoa            |
| (ej behandlade) | Protista     | Eukaryota    | Protista      | Protista       | Protista          | Eucarya           | Chromista           | Chromista           | Chromista           |
| Vegetabilia     | Plantae      | Eukaryota    | Plantae       | Plantae        | Plantae           | Eucarya           | Plantae             | Plantae             | Plantae             |
| Vegetabilia     | Plantae      | Eukaryota    | Plantae       | Fungi          | Fungi             | Eucarya           | Fungi               | Fungi               | Fungi               |
| Animalia        | Animalia     | Eukaryota    | Animalia      | Animalia       | Animalia          | Eucarya           | Animalia            | Animalia            | Animalia            |

Klassificeringen i riken används fortfarande allmänt som en användbar metod att gruppera organismer.
- Det råder för närvarande inte konsensus vad gäller antalet riken inom Eukarya.[46]